# 메시에 천체 목록

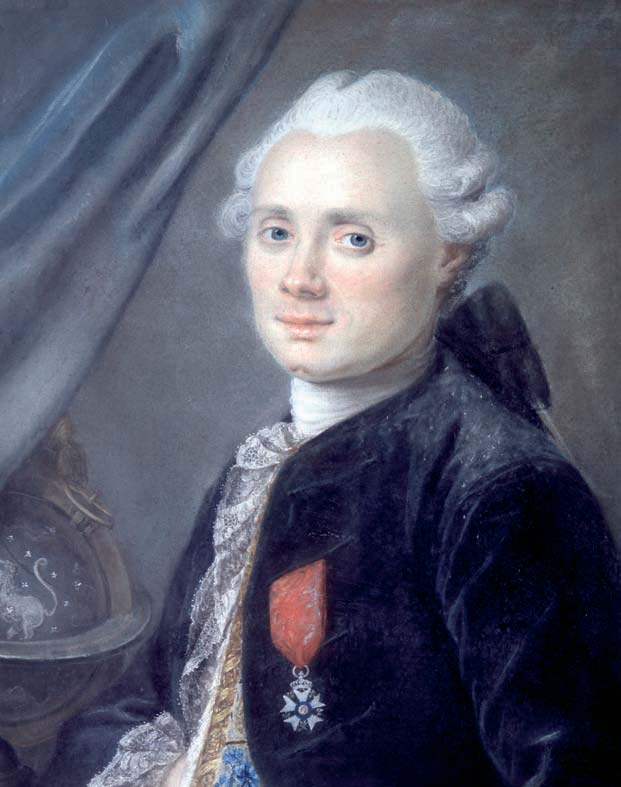
샤를 메시에

메시에 천체(영어: Messier Object)란 프랑스의 천문학자 샤를 메시에가 《성운 및 성단에 관한 목록》(Catalogue des Nébuleuses et des Amas d'Étoiles)에 수록한 110개의 천체들을 의미한다. 메시에 천체 목록은 1771년 프랑스 과학회의 서적에서 예비판을 통해 처음으로 공개되었다. 그리고 목록의 마지막 천체는 케네스 클린 존스가 메시에의 관측에 근거하여 1966년에 추가하였다. 메시에 목록의 첫판은 45개의 천체를 포함하여 1774년에 프랑스 과학회지에 출간되었다. 첫판에는 메시에가 발견한 천체 뿐만 아니라 이전에 다른 천문학자들이 관측했던 것들까지 포함되었다. 여기서 메시에가 관측했던 것은 45개 중에 17개이다. 메시에 목록에 수록된 천체들은 1780년까지 80개까지 늘어났고, 1781년에 103 개의 천체를 포함한 목록의 최종판이 Connaissance des Temps의 1784년 화제에 출간되었다. 그러나 메시에 102의 추가 오류로 인해서 실제 최종판에 수록된 천체의 수는 102개이다. 나중에 다른 천문학자들이 메시에의 기록물의 각주를 통해 목록의 천체를 추가함으로써 메시에 목록에는 최종적으로 110개의 천체가 수록되어 있다.
메시에 천체 목록은 성단, 성운, 은하와 같은 다양한 부류의 천체들로 이루어져 있다. 메시에 1은 초신성 잔해인 게성운이며 안드로메다자리 은하는 M31로 수록되었다. 목록의 천체는 메시에 사후에도 추가되었는데, 1921년 니콜라 카미유 플라마리옹이 메시에의 1781년 판의 각주를 통해 메시에 104번을 추가하였다. M105에서 M107까지는 1947년 헬렌 소이어 호그가, M108과 M109는 1960년 오웬 진저리치가, M110은 1967년 케네스 글린 존스가 추가하였다. 110개의 대상에는 메시에의 첫 글자인 M자 뒤에 번호를 붙여 이름을 붙여 주었다. 황소자리의 게성운 M1이고 안드로메다은하는 M31이다. 별자리에 익숙해진 초보자가 망원경이나 쌍안경으로 찾아볼 만한 대상이 많은 목록이다.
혜성에만 관심을 가졌던 메시에는 1758년에 혜성 탐색에 방해가 되는 혜성과 닮은 비혜성 천체의 목록을 만들었다. 조수였던 피에르 메셍과 함께 작성한 메시에의 목록은  메시에 목록(영어: Messier Catalogue)으로 알려져 있다. 메시에 천체 목록은 천체 목록 중에서 가장 유명한 목록으로, 지금까지도 메시에 천체들의 명칭은 메시에 목록의 번호로 언급되고 있다.

## 다른 천체
메시에의 목록에는 성운,성단,은하 말고 다른 천체들도 있다.
- M24(은하수)
- M40(이중성)
- M73(성군)

## 역사
18세기 중엽 천문학은 관측 분야에서 큰 발전을 이루었는데, 그 중 성운성단 목록을 작성함으로써 광학 항성 천문학의 기초를 세운 사람은 혜성 관측가인 프랑스인 샤를 메시에였다. 1750년대에는 50여 개의 혜성만이 알려져 있었으나 그 후 반세기 동안 메시에는 그 이상을 관측했다. 그는 1759년 핼리(Halley) 혜성을 발견하면서 본격적인 천문 관측을 하게 되었다고 할 수 있다. 그는 혜성만이 아니라 성식,남중,식현상 등도 관측했다. 그러나 그는 관측 목록 일람표를 만드는 것을 하지 않았다. 이를테면 혜성궤도 요소를 계산하기 위한 위치환산은 그의 동료가 해주는 식이었다. 그는 1770년 아카데미에 가입하게 되면서 첫 번째 논문을 기고했다. 이 첫 논문이 메시에 목록(Messier Catalogue)의 첫째 분인 Catalogue des Nebuleuses et des amas d’Etoiles, que l’on decouvre parrni les Etoiles fixes, sur l’horizon de Paris였다.
1758년, 프랑스의 유명한 혜성 탐색가 샤를 메시에(Charles Messier)는 황소자리의 남쪽뿔 근처를 훑으면서 혜성을 탐색하고 있었다. 그러다가 혜성과 매우 비슷한 천체(성운)를 발견했는데 그것은 혜성이 아니라 그저 뿌연 가스 덩어리일 뿐이었다. 나중에 이 천체는 M1(게성운)으로 알려졌다.
목록의 첫 번째 천체인 황소자리의 게성운은 메시에가 1758년 8월 28일에 2주일전 발견한 혜성을 찾다가 발견한 것이다. 논문에서 그는 “1758년 혜성이 황소자리의 두 뿔 사이에 있을 때 남쪽뿔 위의 황소자리 ζ(제타) 별에서 약간 떨어진 곳에 촛불 모양의 별을 포함하지 않은 하얀 빛을 보았다. 그 빛은 전에 보았던 혜성과 비슷하게 생겼으나 약간 더 밝고 흰 빛을 띠었으며 혜성처럼 둥글지 않고 길쭉하며 꼬리나 깃 같은 것도 보이지 않는다.”라고 썼다.
메시에는 혜성 탐색 도중에 이처럼 혜성으로 착각하게 만드는 천체를 종종 발견하곤 했는데 혜성과 혼동하지 않도록 따로 기록해 두었다. 이 기록을 모아 만든 것이 바로 메시에 목록(Messier Catalogue)이다.
1764년에야 메시에는 목록을 만드는 일을 시작하였다. 7개월 동안 메시에는 38개를 더 찾아내어 목록에 옮겼다. 이 기간 말쯤인 10월에 그는 목록을 가능하면 완벽하게 만들기 위해 이미 찾아 놓은 것들을 다시 확인했다. 이전에 출판된 주요한 목록으로는 에드먼드 핼리의 5개 천체에 관한 간단한 목록이 있었고, 양이 좀 많은 곳으로는 주로 헤벨리우스의 성표를 참조한 영국 윈체스터의 William Derham의 것이 1734년 파리에서 피에르루이 모페르튀가 출판한 Memoires에 불어로 번역되어 있었다. 남쪽 성운 목록은 1755년 Memoires에 라카유(N.de Lacaille)의 것이 있었다. 메시에는 위 목록들 중 일부 천체들의 위치를 기록하여 자기 논문에 넣어 출판하였다. 그가 확인할 수 없었던 이전에 보고 되어 있던 것들은 그의 목록의 부록에 넣었다.
그는 1769년 3월 4일 오리온대성운(M42, M43), 프레세페(M44), 플레이아데스(M45) 등의 위치를 정하여 목록을 45번까지 채웠다. 뒤이은 대부분의 천체들은 혜성 탐색중에 보고 되었으므로 처음 것들보다 체계적이지 못하다. 그는 뜻밖의 사고를 당하기 전까지 두번에 이은 목록 보충으로 68개에 35개의 새로운 천체를 더해 103개의 천체목록을 만들었다.

## 성도

메시에 천체 성도.
산개성단(Open cluster), 성단과 성운(Cluster and nabula), 성운(Nebula), 암흑성운(Dark nebula),
구상성단(Globular cluseter), 행성상성운(Planetary nebula), 초신성 잔해(Supernova remnant), 은하(Galaxy)

## 목록
| 메시에 번호 | NGC 번호                    | 이름                 | 사진 | 종류                           | 거리 (광년)              | 별자리           | 겉보기 등급 |
| ----------- | --------------------------- | -------------------- | ---- | ------------------------------ | ------------------------ | ---------------- | ----------- |
| M1          | NGC 1952                    | 게 성운              |      | 초신성 잔해                    | 6,500                    | 황소자리         | 8.4         |
| M2          | NGC 7089                    |                      |      | 구상 성단                      | 33,000                   | 물병자리         | 6.3         |
| M3          | NGC 5272                    |                      |      | 구상 성단                      | 33,900                   | 사냥개자리       | 6.2         |
| M4          | NGC 6121                    |                      |      | 구상 성단                      | 7,200                    | 전갈자리         | 5.9         |
| M5          | NGC 5904                    |                      |      | 구상 성단                      | 24,500                   | 뱀자리           | 6.7         |
| M6          | NGC 6405                    | 나비 성단            |      | 산개 성단                      | 1,600                    | 전갈자리         | 4.2         |
| M7          | NGC 6475                    | 프톨레마이오스 성단  |      | 산개 성단                      | 650 ~ 1,310              | 전갈자리         | 3.3         |
| M8          | NGC 6523                    | 석호 성운            |      | 성운과 성단                    | 4,100                    | 궁수자리         | 6.0         |
| M9          | NGC 6333                    |                      |      | 구상 성단                      | 25,800                   | 뱀주인자리       | 8.4         |
| M10         | NGC 6254                    |                      |      | 구상 성단                      | 14,300                   | 뱀주인자리       | 6.4         |
| M11         | NGC 6705                    | 야생오리 성단        |      | 산개 성단                      | 6,200                    | 방패자리         | 6.3         |
| M12         | NGC 6218                    |                      |      | 구상 성단                      | 15,700                   | 뱀주인자리       | 7.7         |
| M13         | NGC 6205                    | 허큘리스 대성단      |      | 구상 성단                      | 22,000                   | 허큘리스자리     | 5.8         |
| M14         | NGC 6402                    |                      |      | 구상 성단                      | 30,300                   | 뱀주인자리       | 8.3         |
| M15         | NGC 7078                    | 페가수스성단         |      | 구상 성단                      | 33,000                   | 페가수스자리     | 6.2         |
| M16         | NGC 6611                    | 독수리 성운          |      | H II 영역                      | 7,000                    | 독수리자리       | 6.0         |
| M17         | NGC 6618                    | 오메가 성운          |      | H II 영역                      | 5,000 ~ 6,000            | 궁수자리         | 6.0         |
| M18         | NGC 6613                    |                      |      | 산개 성단                      | 4,900                    | 궁수자리         | 7.5         |
| M19         | NGC 6273                    |                      |      | 구상 성단                      | 28,700                   | 뱀주인자리       | 7.5         |
| M20         | NGC 6514                    | 삼열 성운            |      | H II 영역                      | 5,200                    | 궁수자리         | 6.3         |
| M21         | NGC 6531                    |                      |      | 산개 성단                      | 4,250                    | 궁수자리         | 6.5         |
| M22         | NGC 6656                    | 궁수자리 성단        |      | 구상 성단                      | 9,600 ~ 11,600           | 궁수자리         | 5.1         |
| M23         | NGC 6494                    |                      |      | 산개 성단                      | 2,150                    | 궁수자리         | 6.9         |
| M24         | IC 4715                     |                      |      | 은하수 부스러기                | ~10,000                  | 궁수자리         | 4.6         |
| M25         | IC 4725                     |                      |      | 산개 성단                      | 2,000                    | 궁수자리         | 4.6         |
| M26         | NGC 6694                    |                      |      | 산개 성단                      | 5,000                    | 방패자리         | 8.0         |
| M27         | NGC 6853                    | 덤벨 (아령) 성운     |      | 행성상 성운                    | 1,148 ~ 1,520            | 여우자리         | 7.5         |
| M28         | NGC 6626                    |                      |      | 구상 성단                      | 17,900                   | 궁수자리         | 7.7         |
| M29         | NGC 6913                    |                      |      | 산개 성단                      | 7,200                    | 백조자리         | 7.1         |
| M30         | NGC 7099                    |                      |      | 구상 성단                      | 27,800 ~ 31,00           | 염소자리         | 7.7         |
| M31         | NGC 224                     | 안드로메다 은하      |      | 나선 은하                      | 2,430,000 ~ 2,650,000    | 안드로메다자리   | 3.4         |
| M32         | NGC 221                     |                      |      | 왜소 타원 은하                 | 2,410,000 ~ 2,570,000    | 안드로메다자리   | 8.1         |
| M33         | NGC 598                     | 삼각형자리 은하      |      | 나선 은하                      | 2,380,000 ~ 3,070,000    | 삼각형자리       | 5.7         |
| M34         | NGC 1039                    |                      |      | 산개 성단                      | 1,500                    | 페르세우스자리   | 5.5         |
| M35         | NGC 2168                    |                      |      | 산개 성단                      | 2,800                    | 쌍둥이자리       | 5.3         |
| M36         | NGC 1960                    |                      |      | 산개 성단                      | 4,100                    | 마차부자리       | 6.3         |
| M37         | NGC 2099                    |                      |      | 산개 성단                      | 4,511                    | 마차부자리       | 6.2         |
| M38         | NGC 1912                    |                      |      | 산개 성단                      | 4,200                    | 마차부자리       | 7.4         |
| M39         | NGC 7092                    |                      |      | 산개 성단                      | 824.4                    | 백조자리         | 5.5         |
| M40         |                             | Winnecke 4           |      | 이중성 WNC4                    | 510                      | 큰곰자리         | 9.7         |
| M41         | NGC 2287                    | Little Beehive       |      | 산개 성단                      | 2,300                    | 큰개자리         | 4.5         |
| M42         | NGC 1976                    | 오리온 성운          |      | H II 영역                      | 1,324 ~ 1,364            | 오리온자리       | 4.0         |
| M43         | NGC 1982                    | De Mairan's 성운     |      | H II 영역 (오리온 성운의 일부) | 1,600                    | 오리온자리       | 9.0         |
| M44         | NGC 2632                    | 프레세페 성단        |      | 산개 성단                      | 577                      | 게자리           | 3.7         |
| M45         |                             | 플레이아데스 성단    |      | 산개 성단                      | 390 ~ 460                | 황소자리         | 1.6         |
| M46         | NGC 2437                    |                      |      | 산개 성단                      | 5,400                    | 고물자리         | 6.1         |
| M47         | NGC 2422                    |                      |      | 산개 성단                      | 1,600                    | 고물자리         | 4.2         |
| M48         | NGC 2548                    |                      |      | 산개 성단                      | 1,500                    | 바다뱀자리       | 5.5         |
| M49         | NGC 4472                    |                      |      | 타원 은하                      | 53,600,000 ~ 58,200,000  | 처녀자리         | 9.4         |
| M50         | NGC 2323                    |                      |      | 산개 성단                      | 3,200                    | 외뿔소자리       | 5.9         |
| M51         | NGC 5194, NGC 5195          | 소용돌이 (부자) 은하 |      | 나선 은하                      | 19,000,000 ~ 27,000,000  | 사냥개자리       | 8.4         |
| M52         | NGC 7654                    |                      |      | 산개 성단                      | 5,000                    | 카시오페이아자리 | 5.0         |
| M53         | NGC 5024                    |                      |      | 구상 성단                      | 58,000                   | 머리털자리       | 8.3         |
| M54         | NGC 6715                    |                      |      | 구상 성단                      | 87,400                   | 궁수자리         | 8.4         |
| M55         | NGC 6809                    |                      |      | 구상 성단                      | 17,600                   | 궁수자리         | 7.4         |
| M56         | NGC 6779                    |                      |      | 구상 성단                      | 32,900                   | 거문고자리       | 8.3         |
| M57         | NGC 6720                    | 고리 성운            |      | 행성상 성운                    | 1,600 ~ 3,800            | 거문고자리       | 8.8         |
| M58         | NGC 4579                    |                      |      | 막대 나선 은하                 | ~63,000,000              | 처녀자리         | 10.5        |
| M59         | NGC 4621                    |                      |      | 타원 은하                      | 55,000,000 ~ 65,000,000  | 처녀자리         | 10.6        |
| M60         | NGC 4649                    |                      |      | 타원 은하                      | 51,000,000 ~ 59,000,000  | 처녀자리         | 9.8         |
| M61         | NGC 4303                    |                      |      | 나선 은하                      | 50,200,000 ~ 54,800,000  | 처녀자리         | 10.2        |
| M62         | NGC 6266                    |                      |      | 구상 성단                      | 22,000                   | 뱀주인자리       | 7.4         |
| M63         | NGC 5055                    | 해바라기 은하        |      | 나선 은하                      | 37,000,000               | 사냥개자리       | 9.3         |
| M64         | NGC 4826                    | 검은 눈 은하         |      | 나선 은하                      | 22,000,000 ~ 26,000,000  | 머리털자리       | 9.4         |
| M65         | NGC 3623                    |                      |      | 막대 나선 은하                 | 41,000,000 ~ 42,000,000  | 사자자리         | 10.3        |
| M66         | NGC 3627                    |                      |      | 막대 나선 은하                 | 31,000,000 ~ 41,000,000  | 사자자리         | 8.9         |
| M67         | NGC 2682                    |                      |      | 산개 성단                      | 2,610 ~ 2,930            | 게자리           | 6.1         |
| M68         | NGC 4590                    |                      |      | 구상 성단                      | 33,600                   | 바다뱀자리       | 9.7         |
| M69         | NGC 6637                    |                      |      | 구상 성단                      | 29,700                   | 궁수자리         | 8.3         |
| M70         | NGC 6681                    |                      |      | 구상 성단                      | 29,400                   | 궁수자리         | 9.1         |
| M71         | NGC 6838                    |                      |      | 구상 성단                      | 13,000                   | 화살자리         | 6.1         |
| M72         | NGC 6981                    |                      |      | 구상 성단                      | 53,400 ~ 55,740          | 물병자리         | 9.4         |
| M73         | NGC 6994                    |                      |      | 성군                           | ~2,500                   | 물병자리         | 9.0         |
| M74         | NGC 628                     |                      |      | 나선 은하                      | 24,000,000 ~ 36,000,000  | 물고기자리       | 10.0        |
| M75         | NGC 6864                    |                      |      | 구상 성단                      | 67,500                   | 궁수자리         | 9.2         |
| M76         | NGC 650, NGC 651            | 작은 아령 성운       |      | 행성상 성운                    | 2,500                    | 페르세우스자리   | 10.1        |
| M77         | NGC 1068                    | 고래자리 A 은하      |      | 나선 은하                      | 47,000,000               | 고래자리         | 9.6         |
| M78         | NGC 2068                    |                      |      | 무정형 성운                    | 1,600                    | 오리온자리       | 8.3         |
| M79         | NGC 1904                    |                      |      | 구상 성단                      | 41,000                   | 토끼자리         | 8.6         |
| M80         | NGC 6093                    |                      |      | 구상 성단                      | 32,600                   | 전갈자리         | 7.9         |
| M81         | NGC 3031                    | 보데 은하            |      | 나선 은하                      | 11,400,000 ~ 12,200,000  | 큰곰자리         | 6.9         |
| M82         | NGC 3034                    | 시가 은하            |      | 폭발적 항성생성 은하           | 10,700,000 ~ 12,300,000  | 큰곰자리         | 8.4         |
| M83         | NGC 5236                    | 남쪽 바람개비 은하   |      | 막대 나선 은하                 | 14,700,000               | 바다뱀자리       | 7.5         |
| M84         | NGC 4374                    |                      |      | 렌즈형 은하                    | 57,000,000 ~ 63,000,000  | 처녀자리         | 10.1        |
| M85         | NGC 4382                    |                      |      | 렌즈형 은하                    | 56,000,000 ~ 64,000,000  | 머리털자리       | 10.0        |
| M86         | NGC 4406                    |                      |      | 렌즈형 은하                    | 49,000,000 ~ 55,000,000  | 처녀자리         | 9.8         |
| M87         | NGC 4486                    | 처녀자리 A 은하      |      | 타원 은하                      | 51,870,000 ~ 55,130,000  | 처녀자리         | 9.6         |
| M88         | NGC 4501                    |                      |      | 나선 은하                      | 39,000,000 ~ 56,000,000  | 머리털자리       | 10.4        |
| M89         | NGC 4552                    |                      |      | 타원 은하                      | 47,000,000 ~ 53,000,000  | 처녀자리         | 10.7        |
| M90         | NGC 4569                    |                      |      | 나선 은하                      | 55,900,000 ~ 61,500,000  | 처녀자리         | 10.3        |
| M91         | NGC 4548                    |                      |      | 막대 나선 은하                 | 47,000,000 ~ 79,000,000  | 머리털자리       | 11.0        |
| M92         | NGC 6341                    |                      |      | 구상 성단                      | 26,700                   | 허큘리스자리     | 6.3         |
| M93         | NGC 2447                    |                      |      | 산개 성단                      | 3,600                    | 고물자리         | 6.0         |
| M94         | NGC 4736                    |                      |      | 나선 은하                      | 14,700,000 ~ 17,300,000  | 사냥개자리       | 9.0         |
| M95         | NGC 3351                    |                      |      | 나선 은하                      | 32,600,000               | 사자자리         | 11.0        |
| M96         | NGC 3368                    |                      |      | 나선 은하                      | 28,000,000 ~ 34,000,000  | 사자자리         | 10.1        |
| M97         | NGC 3587                    | 올빼미 성운          |      | 행성상 성운                    | 2,030                    | 큰곰자리         | 9.9         |
| M98         | NGC 4192                    |                      |      | 나선 은하                      | 44,400,000               | 머리털자리       | 11.0        |
| M99         | NGC 4254                    | 머리털 바람개비 은하 |      | 나선 은하                      | 44,700,000 ~ 55,700,000  | 머리털자리       | 10.5        |
| M100        | NGC 4321                    |                      |      | 나선 은하                      | 55,000,000               | 머리털자리       | 10.1        |
| M101        | NGC 5457                    | 바람개비 은하        |      | 나선 은하                      | 19,100,000 ~ 22,400,000  | 큰곰자리         | 7.9         |
| M102        | (확실하게 확인된 것이 아님) |                      |      |                                |                          |                  |             |
| M103        | NGC 581                     |                      |      | 산개 성단                      | 10,000                   | 카시오페이아자리 | 7.4         |
| M104        | NGC 4594                    | 솜브레로 은하        |      | 나선 은하                      | 28,700,000 ~ 30,900,000  | 처녀자리         | 9.0         |
| M105        | NGC 3379                    |                      |      | 타원 은하                      | 30,400,000 ~ 33,600,000  | 사자자리         | 10.2        |
| M106        | NGC 4258                    | 메이저 은하          |      | 나선 은하                      | 22,200,000 ~ 25,200,000  | 사냥개자리       | 9.1         |
| M107        | NGC 6171                    |                      |      | 구상 성단                      | 20,900                   | 뱀주인자리       | 8.9         |
| M108        | NGC 3556                    |                      |      | 나선 은하                      | 46,000,000               | 큰곰자리         | 10.7        |
| M109        | NGC 3992                    |                      |      | 막대 나선 은하                 | 59,500,000 ~ 107,500,000 | 큰곰자리         | 10.6        |
| M110        | NGC 205                     |                      |      | 왜소 타원 은하                 | 2,600,000 ~ 2,780,000    | 안드로메다자리   | 9.0         |

## 같이 보기
- 샤를 메시에
- 성운
- 성단
- 은하
- 우리 은하